# Nikita Tołstoj
Nikita Iljicz Tołstoj (ros. Никита Ильич Толстой; ur. 15 kwietnia 1923 we Vršacu, zm. 28 czerwca 1996 w Moskwie) – rosyjski językoznawca, slawista. Od 1987 członek Akademii Nauk ZSRR (od 1992 – Rosyjskiej Akademii Nauk). Początkowo zajmował się paleoslawistyką i dialektologią, później także historią słowiańskich języków literackich oraz szeroko pojętą kulturą duchową Słowian. Uprawiał także etnolingwistykę.
Zmarł w Moskwie 28 czerwca 1996, pochowany na rodowym cmentarzu Tołstojów w Koczakach k. Jasnej Polany.
Jego żoną była Swietłana Michajłowna Tołstojowa.
Prace
- Iz opytow tipołogiczeskogo issledowanija sławianskogo słowarnogo sostawa (1963–1966)
- Sławianskaja gieograficzeskaja tierminołogija (1969)
- Litieraturnyj jazyk u sierbow w konce XVIII–naczało XIX w. (1978–1979)
- Leksika Polesja (1968–1971)
- Jazyk i narodnaja kultura: oczerki po sławianskoj mifologii i etnolingwistikie (1995)
- Izbrannyje trudy (tom 1–2, 1997–1998)[3]